# Amtsgericht Lützelstein
Das Amtsgericht Lützelstein war ein deutsches Amtsgericht mit Sitz in Lützelstein in den Jahren von 1879 bis 1918.

## Geschichte
Lützelstein war Sitz eines französischen Friedensgerichts. Nach der Abtretung Elsass-Lothringens im Frieden von Frankfurt an das Deutsche Reich 1871 wurde die Gerichtsstruktur mit dem Gesetz, betreffend Abänderung der Gerichtsverfassung vom 14. Juli 1871 und der Ausführungsbestimmung hierzu vom gleichen Tag neu geregelt. Dabei wurden die Friedensgerichte beibehalten.
Im Rahmen der Reichsjustizgesetze wurden 1879 die Friedensgerichte im Reichsland Elsass-Lothringen aufgehoben und Amtsgerichte gebildet. Das Amtsgericht Lützelstein war dem Landgericht Zabern nachgeordnet.
Am Gericht bestand 1880 eine Richterstelle. Das Amtsgericht war ein kleines Amtsgericht im Landgerichtsbezirk.
Der Gerichtsbezirk umfasste 1895 den Kanton Lützelstein mit 246 Quadratkilometern und 13.875 Einwohnern und 22 Gemeinden.
Mit der Verordnung über den Sitz und die Bezirke der Amtsgerichte vom 3. April 1909 gingen die Gemeinden Dossenheim und Neuweiler aus dem Sprengel des Amtsgerichts Lützelstein in den Sprengel des Amtsgerichts Buchsweiler über.
Nach der Abtretung Elsass-Lothringens an Frankreich nach dem Ersten Weltkrieg wurde das Amtsgericht Lützelstein als „Tribunal cantonal La Petite-Pierre“ weitergeführt. Im Zweiten Weltkrieg wurde 1940 von der deutschen Besatzungsmacht die vorgefundene Gerichtsstruktur unter Verwendung deutscher Ortsnamen und Behördenbezeichnungen, hier also wieder als Amtsgericht Lützelstein, fortgeführt.